# Olympische Sommerspiele 2000/Teilnehmer (Myanmar)
| Gelbes Symbol für Goldmedaillen mit stilisierten Olympischen Ringen | Graues Symbol für Silbermedaillen mit stilisierten Olympischen Ringen | Braundes Symbol für Bronzemedaillen mit stilisierten Olympischen Ringen |
| ------------------------------------------------------------------- | --------------------------------------------------------------------- | ----------------------------------------------------------------------- |
| —                                                                   | —                                                                     | —                                                                       |

Myanmar nahm an den Olympischen Sommerspielen 2000 in der australischen Metropole Sydney mit sieben Athleten, sechs Frauen und einem Mann, in vier Sportarten teil.
Seit 1948 war es die dreizehnte Teilnahme des asiatischen Staates an Olympischen Sommerspielen.

## Flaggenträger
Der Leichtathlet Maung Maung Nge trug die Flagge Myanmars während der Eröffnungsfeier im Stadium Australia.

## Teilnehmer nach Sportarten

### Bogenschießen
- Win Thi Thi
Frauen, Einzel: 62. Platz

### Gewichtheben
- Win Kay Thi
Frauen, Fliegengewicht: 4. Platz

- Win Swe Swe
Frauen, Federgewicht: 5. Platz

- Khin Moe Nwe
Leichtgewicht: 6. Platz

### Leichtathletik
- Maung Maung Nge
5000 Meter: Vorläufe

- Cherry
Frauen, 400 Meter Hürden: Vorläufe

### Schwimmen
- Moe Thu Aung
Frauen, 50 Meter Freistil: 39. Platz